# 梧桐树乡
梧桐树乡，是中华人民共和国宁夏回族自治区銀川市灵武市下辖的一个乡镇级行政单位。

## 行政区划
梧桐树乡下辖以下地区：
杨洪桥村、沙坝头村、梧桐树村、陶家圈村、史家壕村、李家圈村、北滩村和河忠堡村。